# Losillasaurus giganteus
Il losillasauro (Losillasaurus giganteus) è un dinosauro erbivoro appartenente ai sauropodi. Visse tra il Giurassico superiore e il Cretaceo inferiore (Titoniano/Berriasiano, 150-140 milioni di anni fa) e i suoi resti fossili sono stati ritrovati in Spagna. 

## Classificazione
Conosciuto per alcuni resti incompleti, questo sauropode è uno dei più grandi sauropodi rinvenuti in Europa, e probabilmente superava la lunghezza di 23 metri. I fossili noti comprendono alcune vertebre, frammenti del cranio, una zampa anteriore quasi completa, il cinto pelvico e parte dello sterno; i resti incompleti hanno inizialmente confuso gli studiosi, che ritennero Losillasaurus assai simile all'americano Diplodocus. Inizialmente, quindi, Losillasaurus è stato considerato un membro dei diplodocoidi, forse affine a Suuwassea. Tra i caratteri distintivi che però allontanavano Losillasaurus dai restanti diplodocidi vi erano particolarità nelle vertebre, come insolite biforcazioni delle vertebre cervicali e caudali, e processi "alati" delle prime vertebre caudali. In realtà, un successivo riesame dei resti e la descrizione di altri sauropodi europei (Turiasaurus, Galveosaurus) ha permesso di riconoscere Losillasaurus come un rappresentante di un gruppo di sauropodi giganti endemici dell'Europa occidentale (Turiasauria).